# جوان من كنت
جوان كونتيسة كنت (29 سبتمبر 1326/1327 - 7 أغسطس 1385)؛ والمعروفة باسم فتاة كنت الجميلة، كانت والدة ريتشارد الثاني ملك إنجلترا، وهو ابنها من زوجها الثالث إدوارد الأمير الأسود، وهو الابن والوريث الواضح للملك إدوارد الثالث. وعلى الرغم من أن المؤرخ الفرنسي جين فروسارت أطلق عليها لقب «أجمل امرأة في كل مملكة إنجلترا، والأكثر حبًا»، إلا أن تسمية «فتاة كنت الجميلة» لا تبدو معاصرة. وقد ورثت جوان ألقاب كونتيسة كنت الرابعة والبارونة ويك من ليدل بعد وفاة شقيقها جون إيرل كنت الثالث عام 1352. وأصبحت جوان سيدة فرسان الرباط عام 1378.

## حياتها المبكرة
وُلدت جوان في 29 سبتمبر من عام 1326 أو عام 1327، وكانت ابنة إدموند من وودستوك إيرل كنت الأول (1301-1330)، لزوجته مارغريت ويك البارونة الثالثة ويك من ليدل. وكان إدموند الابن السادس للملك إدوارد الأول ملك إنجلترا من زوجته الثانية مارغريت ابنة فيليب الثالث ملك فرنسا، كان إدموند دائمًا مؤيدًا مخلصًا لأخيه الأكبر غير الشقيق الملك إدوارد الثاني، ما جعله في صراع مع زوجة الملك الملكة إيزابيلا الفرنسية وعشيقها روجر مورتيمر إيرل مارس الأول، وأُعدم إدموند عام 1330 بعد خلع إدوارد الثاني؛ وأرملة إدموند وأطفاله الأربعة (بما في ذلك جوان، التي كانت تبلغ من العمر عامين فقط في ذلك الوقت) وضعوا قيد الإقامة الجبرية في قلعة أروندل في ساسكس، والتي كانت قد مُنحت لإدموند في عام 1326 من قبل أخيه غير الشقيق الملك بعد إعدام المتمرد إدموند فيتزالان إيرل أروندل التاسع. وقد كانت فترة من الضغوط الشديدة بالنسبة لكونتيسة كنت الأرملة وأطفالها الأربعة، وحصلوا على فترة من الراحة بعد أن وصل الملك الجديد إدوارد الثالث (ابن عمها الغير شقيق) إلى سن الرشد وتولى مسؤولية الشؤون، حيث تولى مسؤولية الأسرة ورعاهم جيدًا.

## زيجاتها المبكرة
في عام 1340 في سن الثالثة عشرة تقريبًا، تزوجت جوان سرًا من توماس هولاند البالغ من العمر 26 عامًا من قرية أب هولاند في لانكشاير، دون الحصول أولًا على الموافقة الملكية اللازمة للأزواج من رتبتهم. وبعد وقت قصير من الزفاف غادر هولاند نحو القارة كجزء من الحملة الإنجليزية إلى فلانديرز وفرنسا. وفي الشتاء التالي (1340 أو 1341) بينما كان هولاند خارج البلاد، رتبت عائلة جوان لها الزواج بـ ويليام مونتاغو، ابن ويليام مونتاغو إيرل سالزبوري الأول، ومن غير المعروف ما إذا كانت جوان قد أخبرت أي شخص عن زواجها الأول قبل الزواج من مونتاغو الذي كان في نفس عمرها. وفي وقت لاحق أشارت جوان إلى أنها لم تعلن عن زواجها من توماس هولاند لأنها كانت تخشى أن يؤدي ذلك إلى إعدام هولاند بتهمة الخيانة. وقد تكون تأثرت أيضًا بالاعتقاد بأن الزواج المبكر كان باطلًا. ثم توفي والد مونتاغو عام 1344، وأصبح إيرل سالزبوري الثاني.
عندما عاد هولاند من الحملات الفرنسية نحو عام 1348، جرى الكشف عن زواجه من جوان. اعترف هولاند بالزواج السري للملك وناشد البابا عودة زوجته. واحتجز سالزبوري جوان حتى لا تتمكن من الإدلاء بشهادتها حتى أمرته الكنيسة بالإفراج عنها. وفي عام 1349 حكمت الإجراءات لصالح هولاند. وألغى البابا كليمنت السادس زواج جوان بسالزبوري وأمر جوان وتوماس هولاند بالزواج في الكنيسة.
على مدى السنوات الإحدى عشرة التالية، رزق توماس هولاند وجوان بخمسة أطفال:
1. توماس هولاند إيرل كنت الثاني (1350 – 25 إبريل 1397)، الذي تزوج الليدي أليس فيتزالان (نحو 1350 – 17 مارس 1416)، ابنة ريتشارد فيتزالان إيرل أروندل العاشر وإيرل سري الثامن، والليدي إليانور من لانكستر.
2. جون هولاند دوق إكستر الأول وإيرل هانتينغدون الأول (1352 - 16 يناير 1400)، الذي تزوج بالليدي إليزابيث لانكستر (نحو 1363 - 24 نوفمبر 1426)، ابنة جون غونت دوق لانكستر الأول، والليدي بلانش من لانكستر.
3. الليدي جوان هولاند (1356 - أكتوبر 1384)، التي تزوجت جون الرابع دوق بريتاني (1339 - 1 نوفمبر 1399).
4. الليدي مود هولاند (1359-13 أبريل 1392)، التي تزوجت أولًا بهيو كورتيناي (نحو 1345 - 20 فبراير 1374)، وريث إيرلدوم ديفون، وثانيًا فاليران الثالث دو لوكسمبورغ وكونت ليني وسانت بول (1355 - 12 أبريل 1415).
5. إدموند هولاند (نحو 1354) والذي توفي شابًا. وجرى دفنه في كنيسة أوستن فريارز في لندن.

عندما توفي آخر أشقاء جوان في عام 1352، انتقلت إليها أراضي وألقاب والديها، وأصبحت كونتيسة كنت الرابعة والبارونة ويك من ليدل. وأصبح زوجها هولاند إيرل كنت وفقًا لحق زوجته في عام 1360.

## الزواج بالأمير الأسود
كانت وفاة زوج جوان الأول توماس هولاند في عام 1360 فرصة زواج جذابة لإدوارد الأمير الأسود ابن عمها الملك إدوارد الثالث. وقد يستنتج البعض أن الدليل على رغبة إدوارد طويلة الأمد لجوان يمكن العثور عليها في سجل تقديمه لها مع كأس فضي، وهو جزء من الغنائم من إحدى حملاته العسكرية المبكرة، على الرغم من ابتعاد جيل واحد عنها، إلا أنه كان أصغر منها بثلاث أو أربع سنوات (اعتمادًا على ما إذا كانت قد ولدت عام 1326 أو عام 1327). ويُقترح أن والدي إدوارد لم يفضلا الزواج بين ابنهما وبين معتقليهم السابقين، لكن هذا قد يتناقض مع حقيقة أن الملك إدوارد ساعد ابنه بالحصول على جميع الإعفاءات الأربعة اللازمة لإدوارد للزواج بجوان. ومن بين المشاكل كان وضع إدوارد وجوان ضمن درجات القرابة المحظورة. والملكة فيليبا (زوجة إدوارد الثالث) جعلت جوان مفضلة لديها في طفولتها. وربما كانت هي والملك قلقين بشأن شرعية أي أطفال من هذا الزواج، مع الأخذ في الاعتبار السجل الزوجي المعقد لجوان، ولكن جرت معالجة هذه المخاوف من خلال حكم ثانٍ لخليفة البابا كليمنت البابا إينوسنت السادس الذي أصدر الحكم الأولي بشأن زيجات جوان السابقة.
بناءً على طلب الملك منح البابا الإعفاءات الأربعة اللازمة للسماح لهما بالزواج بشكل قانوني. سارت الأمور بسرعة، وتزوجت جوان رسميًا بالأمير بالكاد بعد تسعة أشهر من وفاة هولاند. وأقيم الاحتفال الرسمي في 10 أكتوبر عام 1361 في قلعة وندسور بحضور الملك والملكة. بوجود رئيس أساقفة كانتربري.
في عام 1362 أصبح الأمير الأسود أميرًا لآكيتاين (أقطانية)، وهي منطقة في فرنسا كانت تنتمي إلى التاج الإنجليزي منذ زواج إليانور آكيتاين بـ هنري الثاني ملك إنجلترا عام 1152. وانتقل هو وجوان إلى بوردو عاصمة الإمارة، حيث أمضوا السنوات التسع التالية. وأنجبا طفلين خلال هذه الفترة كزوجين ملكيين. وتوفي الابن الأكبر إدوارد أنغوليم (1365-1370) عن عمر يناهز الخامسة أعوام. وفي وقت ولادة ابنهما الأصغر الملك المستقبلي ريتشارد الثاني، جرى استدراج الأمير الأسود إلى معركة نيابة عن بيدرو ملك قشتالة وحقق أحد أعظم انتصاراته. ومع ذلك قُتل الملك بيدرو في وقت لاحق، ولم يكن هناك نقود لدفع رواتب الجنود. في غضون ذلك اضطرت الأميرة إلى تشكيل جيش آخر حيث كان أعداء زوجها يهددون آكيتاين في غيابه.